# Naturschutzgebiet Hamecke und Kälberbecke
Das Naturschutzgebiet Hamecke und Kälberbecke ist ein 7,28 ha großes Naturschutzgebiet (NSG) in der Gemeinde Kierspe im Märkischen Kreis in Nordrhein-Westfalen. Das NSG wurde 2003 vom Kreistag des Märkischen Kreises mit dem Landschaftsplan Nr. 7 Kierspe ausgewiesen.

## Gebietsbeschreibung
Bei dem NSG handelt es sich um naturnahe Talbereiche der Hamecke und der Kälberbecke. Das Bachtal wird überwiegend von Wald- und Grünlandgesellschaften feuchter bis nasser Standorte eingenommen. Auch Waldbereiche mit Bach-Erlen-Eschenwald und Erlen-Sumpfwald befinden sich im NSG. Es sind mehrere Artenschutzgewässer mit Röhrichtsäumen im NSG vorhanden.

## Schutzzweck
Das Naturschutzgebiet wurde zur Erhaltung und Entwicklung von Talbereichen und als Lebensraum gefährdeter Tier- und Pflanzenarten ausgewiesen. Wie bei anderen Naturschutzgebieten in Deutschland wurde in der Schutzausweisung darauf hingewiesen, dass das Gebiet „wegen der landschaftlichen Schönheit und Einzigartigkeit“ zum Naturschutzgebiet wurde.